# Alfred Mosher Butts
Pour les articles homonymes, voir Mosher.
Alfred Mosher Butts est un architecte américain. Il est célèbre car il a inventé le jeu de société « Scrabble ».
Butts remarqua que les jeux populaires se divisaient en trois catégories : les jeux de hasard comme les jeux de dé, les jeux de réflexion comme le jeu d'échecs et le jeu de dames et enfin les jeux de lettres comme les mots croisés et les anagrammes.
Lorsqu'il était au chômage, Butts créa un jeu qui ressemblait à un jeu de mots croisés avec une grille qui mesurait 15 sur 15, le but étant de placer des lettres sur la grille pour marquer des points. Pour établir la distribution des lettres, Butts analysa la première page du New York Times en anglais. Les premiers noms du jeu furent « Lexiko » et « Criss-Cross Words ». James Brunot, un entrepreneur, a renommé le jeu « Scrabble ».
En 1948, Brunot et sa femme créèrent une usine pour produire les jeux de Scrabble. En 1949, le couple produisit 2 400 jeux. En 1952, les Brunot ne pouvaient plus fabriquer assez de jeux et vendirent les droits du jeu à Selchow and Righter.